# Hồ Thanh Đình
Hồ Thanh Đình (sinh năm 1956 hoặc năm 1960-) là trung tướng Công an nhân dân Việt Nam, hiện đang là Phó thủ trưởng thường trực Cơ quan Quản lý thi hành án hình sự Bộ Công an, nguyên Phó Tổng cục trưởng Tổng cục Cảnh sát Thi hành án hình sự và Hỗ trợ Tư pháp, Bộ Công an (Việt Nam), Cục trưởng Cảnh sát quản lý trại giam, cơ sở giáo dục bắt buộc, trường giáo dưỡng Bộ Công an. Ông được thụ phong Anh hùng Lực lượng vũ trang nhân dân năm 2005.

## Năm sinh
Theo báo Thanh niên, Hồ Thanh Đình sinh năm 1956. Còn theo báo VnExpress thì Hồ Thanh Đình sinh năm 1960.

## Tiểu sử
Hồ Thanh Đình sinh năm 1956 ở xã Phong Hóa, huyện Tuyên Hóa, tỉnh Quảng Bình.
Năm 1979, ông tốt nghiệp trường trung cấp cảnh sát, tham gia lực lượng Công an nhân dân Việt Nam, công tác tại Trại Cải tạo Hàm Tân, tỉnh Bình Thuận.
Ông là đảng viên Đảng Cộng sản Việt Nam.
Năm 23 tuổi, ông là Phó Bí thư Đảng ủy, Bí thư Đoàn Thanh niên Cộng sản Hồ Chí Minh Trại Cải tạo Hàm Tân.
Sau đó, Trại Cải tạo Hàm Tân và Trại Quản lý cải tạo phạm nhân Thủ Đức sáp nhập thành Trại giam Thủ Đức.
Năm 1996, ông làm giám thị trại giam Z-30D, trại giam lớn nhất Việt Nam (trại giam Thủ Đức ở huyện Hàm Tân, tỉnh Bình Thuận - thuộc Tổng cục 8 Bộ Công an).
Tháng 8 năm 2005, ông là một trong ba cá nhân xuất sắc nhất trong lực lượng Công an được Chủ tịch nước phong tặng danh hiệu Anh hùng Lực lượng vũ trang nhân dân.
Năm 2005, Đại tá Hồ Thanh Đình giữ chức Cục phó Cục Cảnh sát trại giam (Cục V26), phụ trách các trại khu vực phía Nam.
Ngày 10 tháng 8 năm 2018, Bộ trưởng Bộ Công an Tô Lâm ký quyết định bổ nhiệm Trung tướng Hồ Thanh Đình, Cục trưởng Cảnh sát quản lý trại giam, cơ sở giáo dục bắt buộc, trường giáo dưỡng Bộ Công an làm Phó thủ trưởng thường trực Cơ quan Quản lý thi hành án hình sự.